# Andrius Skerla
Andrius Skerla   (Vílnius, 29 d'abril de 1977) és un exfutbolista lituà de la dècada de 2000.
Fou 84 cops internacional amb la selecció lituana. Pel que fa a clubs, defensà els colors de Žalgiris Vilnius, PSV, Dunfermline Athletic, Tom Tomsk, Vėtra, Korona Kielce i Jagiellonia Białystok.